# Casal Català de Brussel·les
Het Casal Català de Brussel·les (equivalent in het Nederlands: "Catalaans Huis in Brussel") is een non-profitorganisatie (vzw) van België. Het maakt deel uit van het wereldwijde netwerk van Catalaanse Casals en werkt aan de cohesie van Catalaanse burgers en sprekers van het Catalaans die in deze Europese staat wonen, alsook aan de bevordering van de sociale en culturele realiteit van Catalonië. Het werd opgericht in 1930 en gezien zijn locatie in Brussel, de Europese hoofdstad van de politiek, heeft het ook tot doel de Catalaanse identiteit te verdedigen en de Catalaanse cultuur internationaal te projecteren.

## Geschiedenis en activiteiten
Het Casal Català de Brussel·les werd op 6 december 1930 in Brussel opgericht door een groep Catalaanse politiekeren in verbanning. Zij werden geleid door wat later de president van de Regering van Catalonië zou worden, Francesc Macià i Llussà, en de schrijver en politieker Bonaventura Gassol i Rovira, na het complotdenken van Prats de Molló in 1926 dat tot doel had de onafhankelijkheid van Catalonië uit te roepen. Vanuit Brussel zette Macià i Llussà zijn politieke taak voort om zich te verzetten tegen de Spaanse dictatuur van Miguel Primo de Rivera, totdat de regering hem in februari 1931 toestemming gaf terug te keren naar Catalonië.
Het tijdschrift van het Casal was een van de eerste publicaties in het Catalaans in België, en in het begin voerde het folkloristische activiteiten uit zoals sardanes en cobla-voorstellingen. In de daaropvolgende jaren fungeerde de Casal als drijvende kracht om verschillende Catalaanse politiekeren, kunstenaars en burgers te verenigen die uit Catalonië moesten vluchten vanwege de repressie van de Francoïstische Spaanse dictatuur. Later kwamen sommigen van hen naar België op zoek naar werk na de toetreding van Spanje tot de Europese Economische Gemeenschap. Wat de taalpolitiek betreft, begon het bij het begin van de academische cursus 1987-1988 met het aanbieden van cursussen in het Catalaans aan kinderen in het lager en middelbaar onderwijs.
Sinds de 21e eeuw het is ook de historische organisatie die verantwoordelijk is voor het verkleden van het Manneken Pis als een Catalaanse herder en het dragen van een traditionele barretina ter gelegenheid van de Catalaanse Nationale Feestdag. Aan het eind van de jaren 2010 was de activiteit van de entiteit verdeeld over een vijftiental jaarlijkse activiteiten en bood zij onderdak aan een steungroep van FC Barcelona (Penya Blaugrana), een kinderdagverblijf, informele drinkgelagen na het werk, een cursussen om het Catalaans en het Aranees te leren.